# NGC 4589
| Galáxia elíptica NGC 4589 |                                                                   |
|                           |                                                                   |
| Dados do catálogo:        |                                                                   |
| Classificação do objeto:  | E                                                                 |
| Brilho superficial        | 13,2                                                              |
| Massa (Sol=1)             | ----                                                              |
| Outras denominações:      | UGC 7797, MCG+12-12-013, H I-273, h 1374, GC 3127, PGC 42139, etc |

NGC 4589 é uma galáxia elíptica situada na direção da constelação do Dragão. Possui uma magnitude aparente de 10,7, uma declinação de +74º 11' 30" e uma ascensão reta de 12 horas, 37 minutos e 25,0s.